# Stamboom Karel Lodewijk van Hessen-Kassel (1654-1730)
Dit is de stamboom van Karel Lodewijk van Hessen-Kassel (1654-1730).
| Stamboom Karel Lodewijk van Hessen-Kassel (1654-1730)                                   | Stamboom Karel Lodewijk van Hessen-Kassel (1654-1730)                                           | Stamboom Karel Lodewijk van Hessen-Kassel (1654-1730)                                         |
| --------------------------------------------------------------------------------------- | ----------------------------------------------------------------------------------------------- | --------------------------------------------------------------------------------------------- |
| Grootouders                                                                             | Willem V van Hessen-Kassel (1602-1637) x 1619 Amalia Elisabeth van Hanau-Münzenberg (1602-1651) | George Willem van Brandenburg (1595-1640) x 1616 Elisabeth Charlotte van de Palts (1597-1660) |
| Ouders                                                                                  | Willem VI van Hessen-Kassel (1629-1663) x 1649 Hedwig Sofie van Brandenburg (1623-1683)         | Willem VI van Hessen-Kassel (1629-1663) x 1649 Hedwig Sofie van Brandenburg (1623-1683)       |
| Karel Lodewijk van Hessen-Kassel (1654-1730) x 1673 Maria Anna van Koerland (1653-1711) |                                                                                                 |                                                                                               |
| Kinderen                                                                                | Maria Louise van Hessen-Kassel (1688- x 1709 Johan Willem Friso van Nassau-Dietz (1687-1711)    | Maria Louise van Hessen-Kassel (1688- x 1709 Johan Willem Friso van Nassau-Dietz (1687-1711)  |
| Kleinkinderen                                                                           | Anna (1710-1777) Willem IV (1711-1751)                                                          | Anna (1710-1777) Willem IV (1711-1751)                                                        |